# Déclaration d'indépendance
Cet article possède un paronyme, voir Déclaration d'interdépendance.

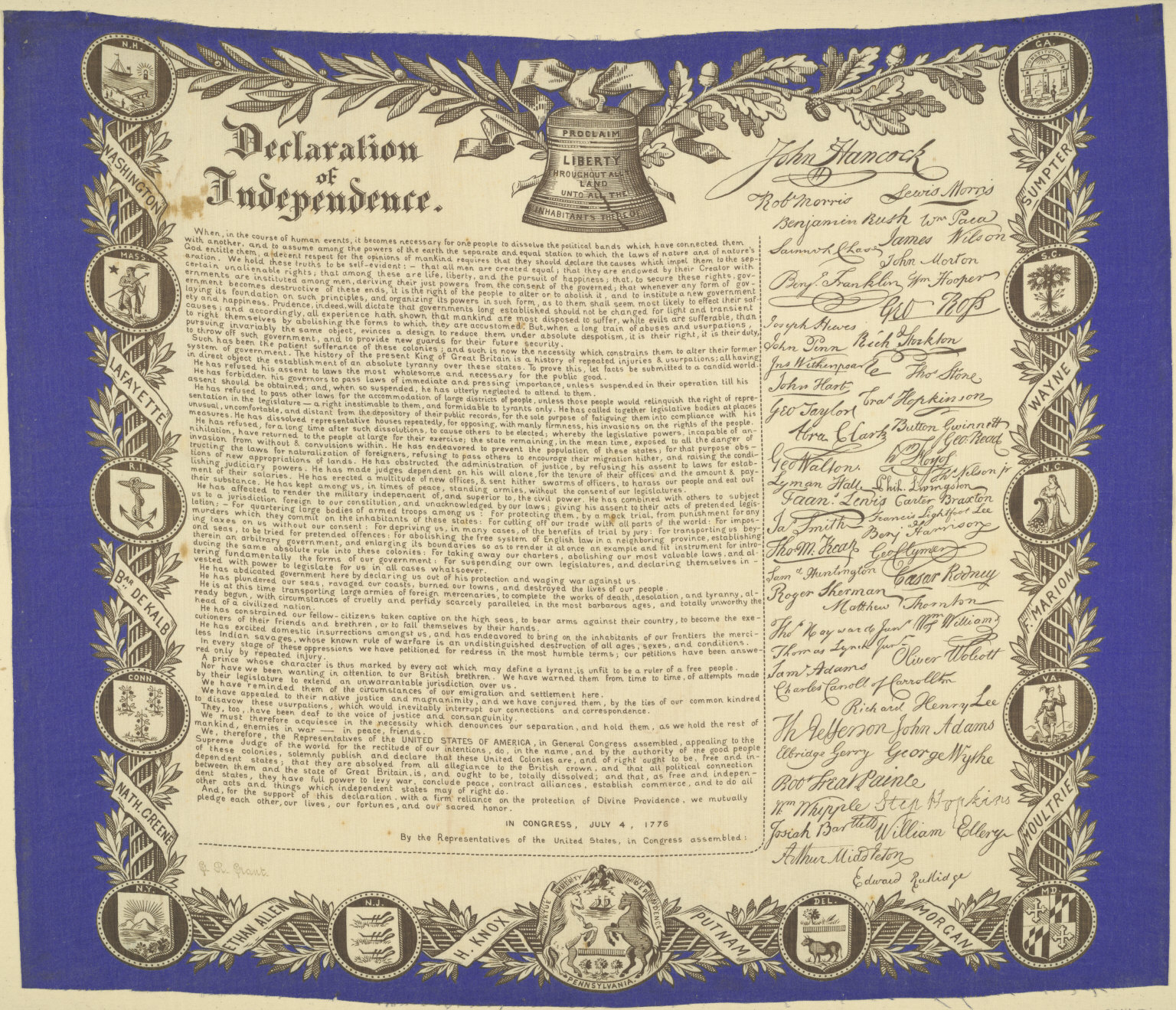
Déclaration d'indépendance des États-Unis imprimée sur un tissu, vers 1876.

Une déclaration d'indépendance est l'assertion, écrite ou non, d'un territoire défini, de son indépendance et qu'il constitue par la suite un État. La déclaration d'indépendance implique la rupture d'un territoire avec le reste d'un État dont il ne souhaite plus faire partie. Les déclarations d'indépendance officialisent alors cette rupture.